# Cub
Un cub, hexàedre regular o hexaedre regular és un políedre regular format per sis cares quadrades en el qual en cada vèrtex hi coincideixen tres arestes perpendiculars entre si. El seu volum es calcula segons la fórmula a³, on a és la longitud d'una aresta.
El cub és l'únic hexàedre regular i forma part dels cinc sòlids platònics. Té 6 cares, 8 vèrtexs i 12 arestes. També és un paral·lelepípede quadrat i un cuboide equilateral. És un prisma quadrat regular en tres orientacions i un trapezoedre trigonal en quatre orientacions. És el dual de l'octàedre i té simetria octaèdrica o cúbica. Finalment, és l'únic políedre convex que té totes les cares quadrades.

## Geometria i fórmules
Donat un cub regular d'aresta {\displaystyle a}:
| Àrea de la superfície         | {\displaystyle 6a^{2}\,}                | Volum                                  | {\displaystyle a^{3}\,}                |
| Diagonal facial               | {\displaystyle {\sqrt {2}}a}            | Diagonal espacial                      | {\textstyle {\sqrt {3}}a}              |
| Radi de l'esfera circumscrita | {\displaystyle {\frac {\sqrt {3}}{2}}a} | Radi de l'esfera tangent a les arestes | {\displaystyle {\frac {a}{\sqrt {2}}}} |
| Radi de l'esfera inscrita     | {\displaystyle {\frac {a}{2}}}          | Angles entre cares (en radians)        | {\displaystyle {\frac {\pi }{2}}}      |

Com que el volum del cub és la potència tercera de les seves arestes ({\displaystyle a\times a\times a}), les potències terceres s'anomenen «cub» per analogia a «quadrat» i les potències segones.
El cub té el volum més gros entre tots els cuboides amb una mateixa àrea superficial. A més a més, el cub també té el volum més gros entre els cuboides amb la mateixa longitud d'aresta total (amplada + llargada + alçada).

### Simetria
Un hexaedre regular (o cub) té quinze eixos de simetria d'ordre quatre: les rectes perpendiculars a cada parell de cares paral·leles pel seu punt mitjà; quatre eixos de simetria d'ordre dos: les rectes que uneixen els centres d'arestes oposades; nou plans de simetria; tres paral·lels a cada parell de cares paral·leles pel punt mitjà de les arestes que les uneixen, i sis formats pels parells d'arestes oposades; i un centre de simetria. Això fa que aquest cos tingui un ordre de simetria total de 48: 2x(3x4+6x2).
Els elements de simetria anteriors defineixen un dels grups de simetria octaèdrics, el denominat Oh segons notació de Schöenflies.

### Punt en l'espai
Per un cub l'esfera circumscrita del qual tingui radi R, i per un punt donat del seu espai tridimensional amb distàncies di respecte els vuit vèrtexs del cub, s'obté:
{\displaystyle {\frac {\sum _{i=1}^{8}d_{i}^{4}}{8}}+{\frac {16R^{4}}{9}}=\left({\frac {\sum _{i=1}^{8}d_{i}^{2}}{8}}+{\frac {2R^{2}}{3}}\right)^{2}.}

## Coordenades cartesianes i equació en l'espai tridimensional

### Coordenades cartesianes
Per un cub centrat en l'origen, amb arestes paral·leles als eixos i amb una longitud d'aresta de 2, les coordenades cartesianes dels vèrtexs són:
(±1, ±1, ±1)
Mentre que l'interior consisteix en tots els punts (x0, x1, x₂) amb −1 < xi < 1 per tot i.

### Equació en l'espai tridimensional
En geometria analítica, la superfície d'un cub amb centre (x0, y0, z0) i llargada d'aresta 2a és el locus de tots els punts (x, y, z) tals que
{\displaystyle \max\{|x-x_{0}|,|y-y_{0}|,|z-z_{0}|\}=a.}

## Projeccions ortogonals
El cub té quatre projeccions ortogonals especials: centrada en un vèrtex, aresta o cara, i normal a la seva figura de vèrtex. La primera i tercera corresponen als plans de Coxeter A₂ and B₂.
| Centratge per       | Cara | Vèrtex |
| ------------------- | ---- | ------ |
| Plans de Coxeter    | B₂   | A₂     |
| Simetria projectiva | [4]  | [6]    |
| Vistes laterals     |      |        |

## Políedre esfèric
El cub també es pot representar com un políedre esfèric i ser projectat sobre el pla per mitjà d'una projecció estereogràfica. Aquesta projecció és conforme, és a dir, preserva els angles però no pas les àrees o llargades. Les línies rectes de l'esfera es projecten com a arcs circulars sobre el pla.
|                       |                          |
| Projecció ortogràfica | Projecció estereogràfica |

## En la cultura

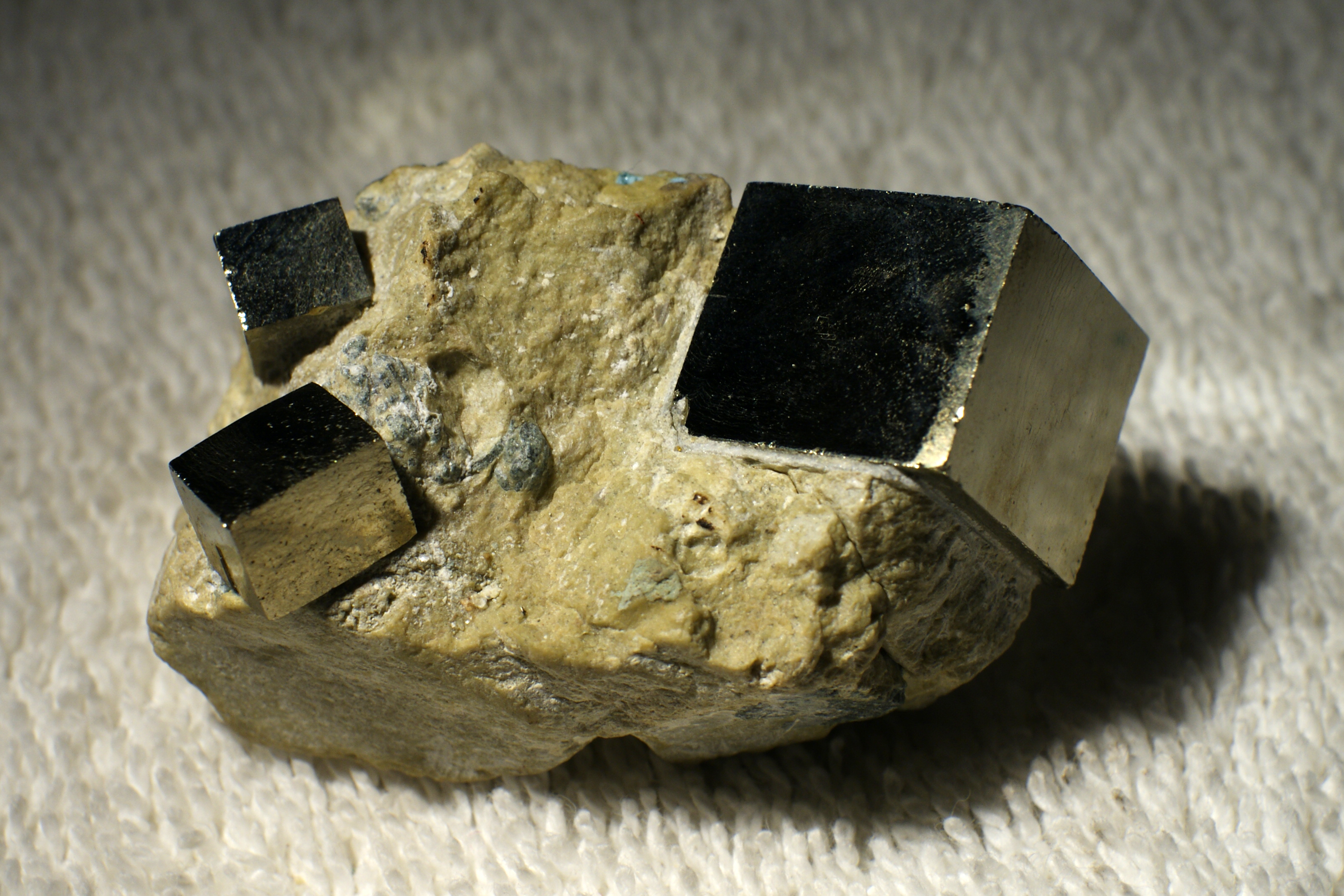
Tres cristalls cúbics de pirita.

Des d'anys passats, i en nombroses cultures, el cub és la forma més utilitzada per donar forma als daus, utilitzats en molts llocs. En els jocs de rol l'anotació escrita en el dau de sis cares és «D6».
En teologia, els cubs apareixen a les religions abrahàmiques. La Kaaba de la Meca n'és un exemple, ja que significa justament «cub» en àrab. També apareixen al judaisme: teffilin i Nova Jerusalem al Nou Testament són descrits com a cubs.
El cub representa simbòlicament la veritat. I s'associava amb Hermes.

### En espectacles de fira
- La caixa cúbica "màgica".[8]
- Cub sòlid i caixa cúbica.[9]